# Gianni Strino
Gianni Strino (Nápoles, 1953) es un pintor italiano

## Reseña biográfica
Nació en 1953 en Nápoles, Italia, donde reside, después de completar sus estudios en el Liceo Artístico Napolitana, donde gana la medalla de mejor artista de postgrado 1970, posteriormente se matriculó en la Facultad de Arquitectura. Sin embargo, todavía se sentía atraído por la fascinación de las artes plásticas, lo que le llevó a renunciar a estudiar y se dedicó a la pintura a tiempo completo. Se desempeñó como docente de historia del arte en varios colegios durante un tiempo hasta que necesitó de más tiempo para su actividad pictórica. La naturaleza muerta y la pintura de la figura humanas son sus temas más desarrollados, Strino sabe cómo tratar las luces y sombras con una técnica absolutamente segura. A pesar de que está en constante búsqueda de nuevas expresiones en el arte, el arte Strino siempre se adhiere a los fundamentos de la pintura: dibujo exquisita composición y color. Sus obras se encuentran en numerosas colecciones públicas y privadas de prestigio en toda Italia y Estados Unidos.
Exposiciones: Exposición de Arte Bari, Bolonia Expo Arte, Galería Bianchi D'Espinosa, Galería Ars Italica Milano y Galleria Esedra Roma.

### Videos
- Youtube: Gianni Strino 1.953 Nápoles ( Italia )
- Youtube: Gianni Strino

- Datos: Q2877481